# Syntomopus amaravathicus
Syntomopus amaravathicus is een vliesvleugelig insect uit de familie Pteromalidae. De wetenschappelijke naam is voor het eerst geldig gepubliceerd in 2012 door Narendran & Girishkumar.